# Западная линия
|  |  |  |

|  |  |  |

|  |  |  |  |  |

|  |  |  |

|  |  |  |  |  |

|  |  |  |

|  |  |  |  |  |

|  |  |  |  |  |

|  |  |  |  |  |

|  |  |  |

|  |  |  |  |  |

|  |  |  |  |  |

|  |  |  |

|  |

|  |  |  |

|  |  |  |

|  |  |  |

|  |

|  |

|  |

|  |  |  |  |  |

|  |  |  |  |  |

|  |  |  |  |  |

|  |  |  |  |  |

|  |  |  |  |  |

|  |  |  |  |  |

|  |  |  |  |  |

|  |  |  |

|  |

|  |  |  |  |  |

|  |  |  |

|  |  |  |

Западная линия (West Rail Line, 西鐵綫, ранее была известна как KCR West Rail, 九廣西鐵) — одна из десяти линий Гонконгского метрополитена — самой оживлённой системы общественного транспорта города. Она пролегает от района Хунхам в округе Коулун-Сити вдоль западного побережья полуострова Коулун и следует в северо-западную часть Новых Территорий до района Тхюньмунь в одноимённом округе. Западная линия открылась 20 декабря 2003 года, имеет длину 36 км (ширина колеи — 1435 мм), 12 станций, средняя продолжительность поездки — 37 минут. На схематических картах MTR обозначается фиолетовым цветом (или тёмно-пурпурным). На всех станциях линии установлены платформенные раздвижные двери.
Первоначально Западная линия строилась и управлялась Kowloon-Canton Railway Corporation. В декабре 2007 года KCRC слилась с MTR Corporation, которая получила линию в соответствии с 50-летним арендным договором. Западная линия — единственная в Гонконге линия метрополитена, имеющая систему видеонаблюдения в вагонах. В июне 2021 года Западную линию соединили с линией Маоншань дополнительным участком и объединили в новую линию Тхюньма. 

## История
О необходимости строительства железнодорожной линии из южного Коулуна в северо-западную часть Новых территорий говорилось ещё в рекомендациях исследования за 1978 год. К началу 1990-х годов население спальных районов Тхюньмунь и Юньлон значительно выросло, многие жители работали в Коулуне и на острове Гонконг, и транспортная инфраструктура уже не справлялась с ежедневными маятниковыми потоками. Правительственный отчёт 1994 года рекомендовал внести в стратегию развития железнодорожного транспорта пассажирскую линию, связывающую северо-западную часть Новых территорий с Коулуном, а также линию между Гонконгом и материковым Китаем.

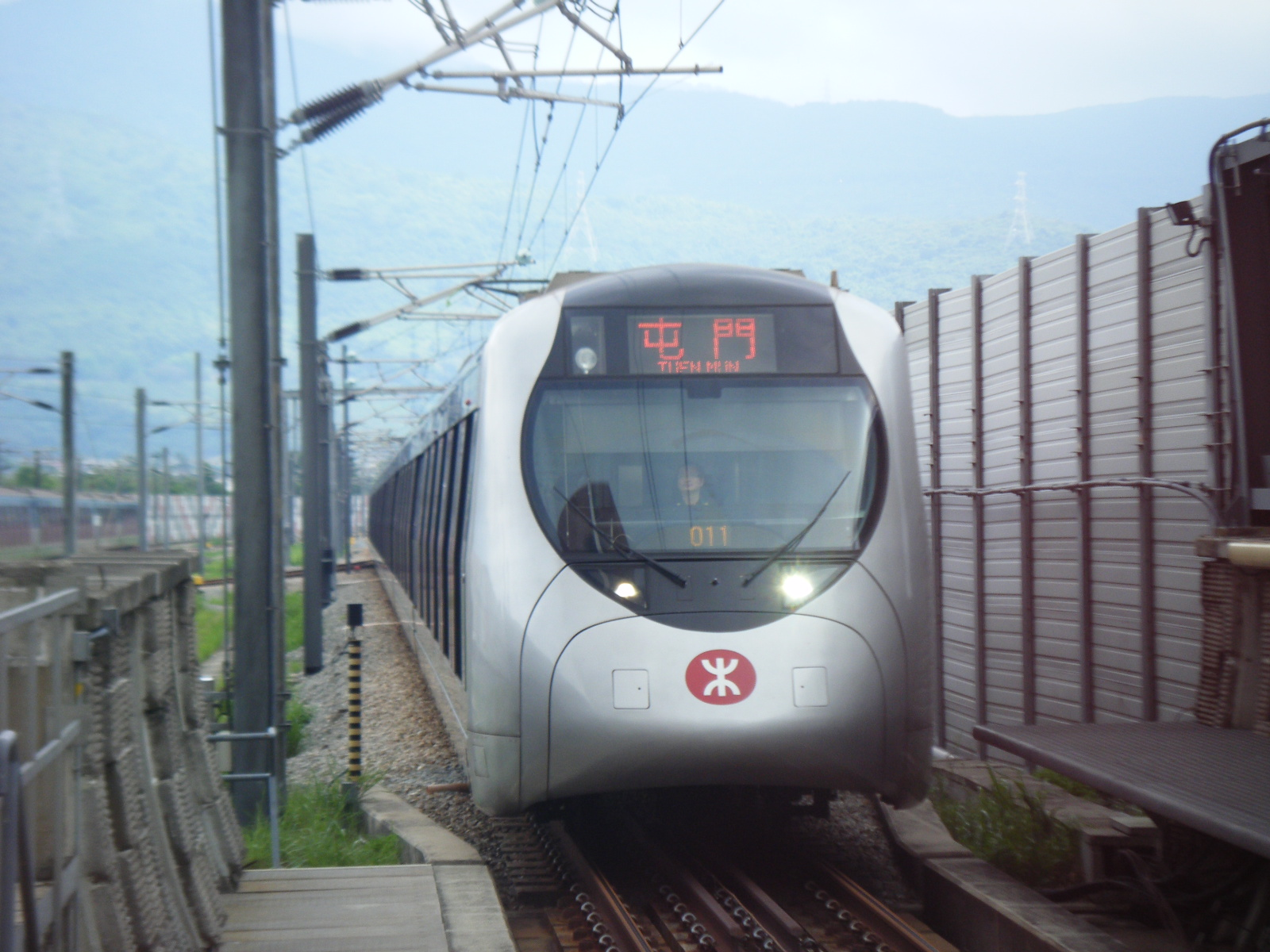
Состав на Западной линии

В январе 1995 года правительство пригласило Kowloon-Canton Railway Corporation и MTR Corporation представить свои проекты будущего Западного железнодорожного коридора. В ноябре 1995 года проекты были предоставлены на рассмотрение, а в ноябре 1996 года власти выбрали предложение KCRC. По просьбам жителей и застройщиков линия была несколько продлена вдоль реки Тхюньмунь на юг, до места нынешней конечной станции, и соединена с системой скоростного трамвая.
Западная линия проектировалась Kowloon-Canton Railway Corporation по стандартам пригородного железнодорожного транспорта, а не метрополитена. Ожидалось, что по ней будут перевозить грузы и пассажиров из Гонконга в Шэньчжэнь, однако позже междугородние функции перебрала на себя скоростная линия Гуанчжоу—Шэньчжэнь—Гонконг (XRL). В августе 1996 года KCRC создала руководящий орган проекта. Изначально линия проектировалась под составы с 12 вагонами, но после изменений, утверждённых осенью 1998 года, инженеры остановились на девяти вагонах (сегодня курсируют поезда с 7 или 8 вагонами).

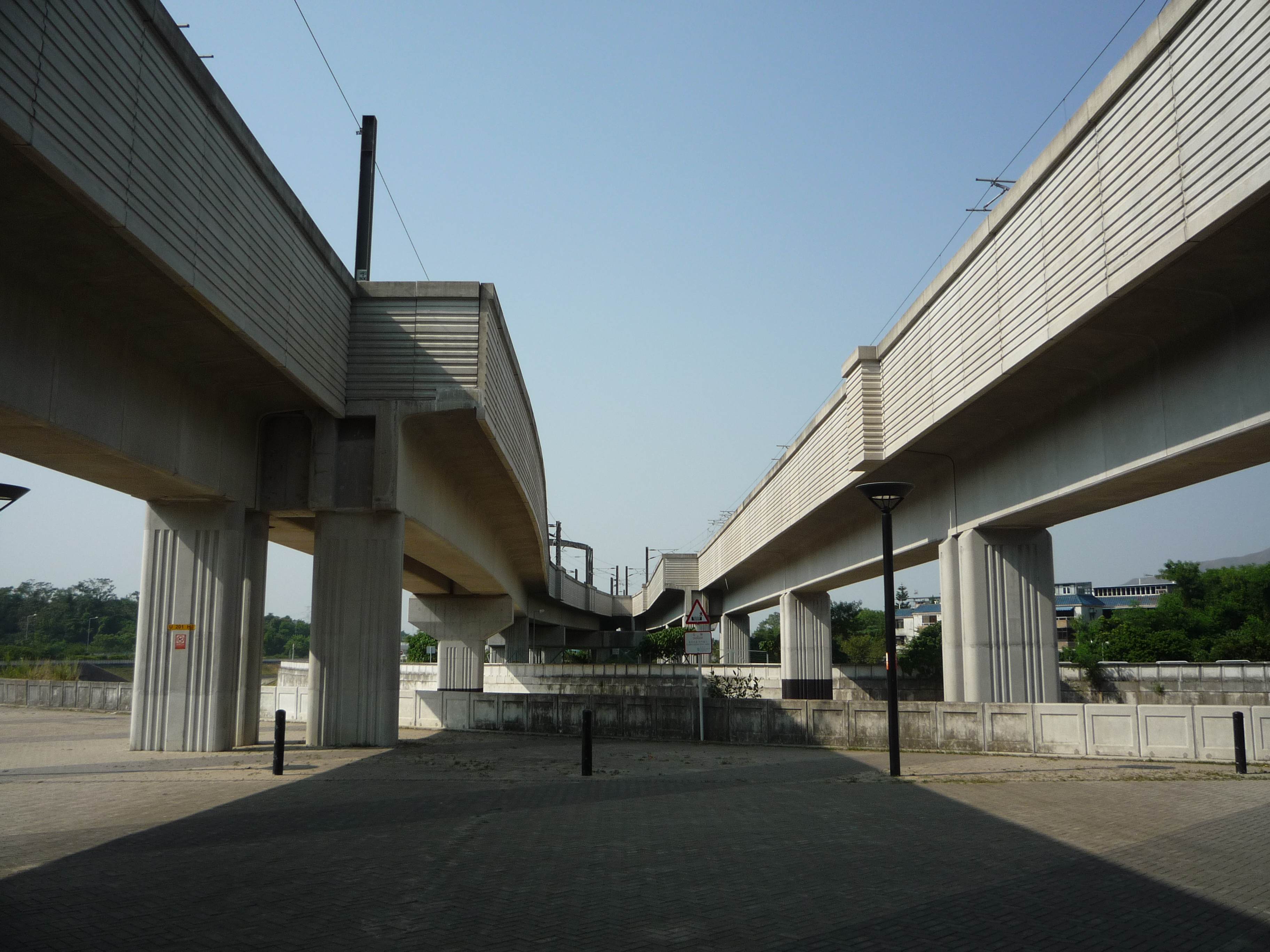
Виадук Западной линии

В июне 1998 года закончилась реконструкция станции Хунхам. Первый участок Западной линии, открытый для движения в декабре 2003 года, имел в длину около 30,5 км. Он соединял между собой станции Намчхён и Тхюньмунь и имел семь промежуточных станций. К апрелю 2004 года ежедневно Западная линия перевозила около 100 тыс. пассажиров, к концу 2004 года — около 170 тыс. человек.
В октябре 2004 года открылась станция Ист-Чимсачёй. В ноябре 2005 года KCRC начала строительство нового участка в южном Коулуне. В декабре 2007 года произошло слияние железнодорожных систем KCRC и MTR. В августе 2009 года завершилось строительство южного участка линии от станции Намчхён до станции Ист-Чимсачёй. Уже существовавший участок между станциями Ист-Чимсачёй и Хунхам был передан от Восточной линии к Западной, а пересадка между линиями теперь осуществлялась на конечной станции Хунхам. Отныне поезда Западной линии стали ходить от станции Хунхам на юге до станции Тхюньмунь на севере.
В феврале 2007 года на Западной линии, в туннеле между станциями Камсён-роуд и Чхюньвань-Вест из-за взрыва перегретого трансформатора произошла поломка одного из составов. Часть пассажиров эвакуировали по туннелю на платформу станции, других — через вентиляционные шахты на поверхность. 11 человек были госпитализированы, движение поездов возобновилось через четыре часа после аварии. После инцидента всем поездам SP1900 EMU заменили старые трансформаторы на новые, сухие, немецкого производства. В качестве компенсации за аварию в первый рабочий день после китайского Нового года Западная линия перевозила пассажиров бесплатно.

## Маршрут
Западная линия проложена с юго-востока на северо-запад, но в районе Юньлона делает поворот на юго-запад. Начинается линия на наземной станции Хунхам, затем уходит под землю, где проходит станции Ист-Чимсачёй и Остин. На станции Намчхён линия вновь выходит на поверхность, идёт вдоль Западнокоулунского шоссе, у парка Лайчикок поворачивает на север и достигает станции Мэйфу.
Далее линия уходит в тоннель, проложенный под густонаселённым районом Кхуайчхун в округе Кхуайчхин, и достигает станции Чхюньвань-Вест, построенной на отвоёванной у моря территории. После неё линия уходит в 5,5 км туннель, проложенный под горами между парками Тайлам и Таймошань, и достигает станции Камсён-роуд. Оставшийся отрезок линии проложен по непрерывному виадуку через спальные районы Юньлон и Тхиньсёйвай, затем вдоль речной долины Тхюньмунь до конечной станции Тхюньмунь.
В часы пик поезда на Западной линии ходят с трёхминутным интервалом, но отличаются крайней переполненностью. На линии работают 29 семи и восьми вагонных поездов SP1900 EMU и SP1950 EMU производства японских компаний Kinki Sharyo (входит в состав многопрофильного холдинга Kintetsu Group) и Kawasaki Heavy Industries.
Проезд оплачивается как с помощью карт Октопус, так и через одноразовые билеты. Скидки предусмотрены для детей до 12 лет, студентов очной формы обучения и пожилых людей старше 65 лет.

## Станции

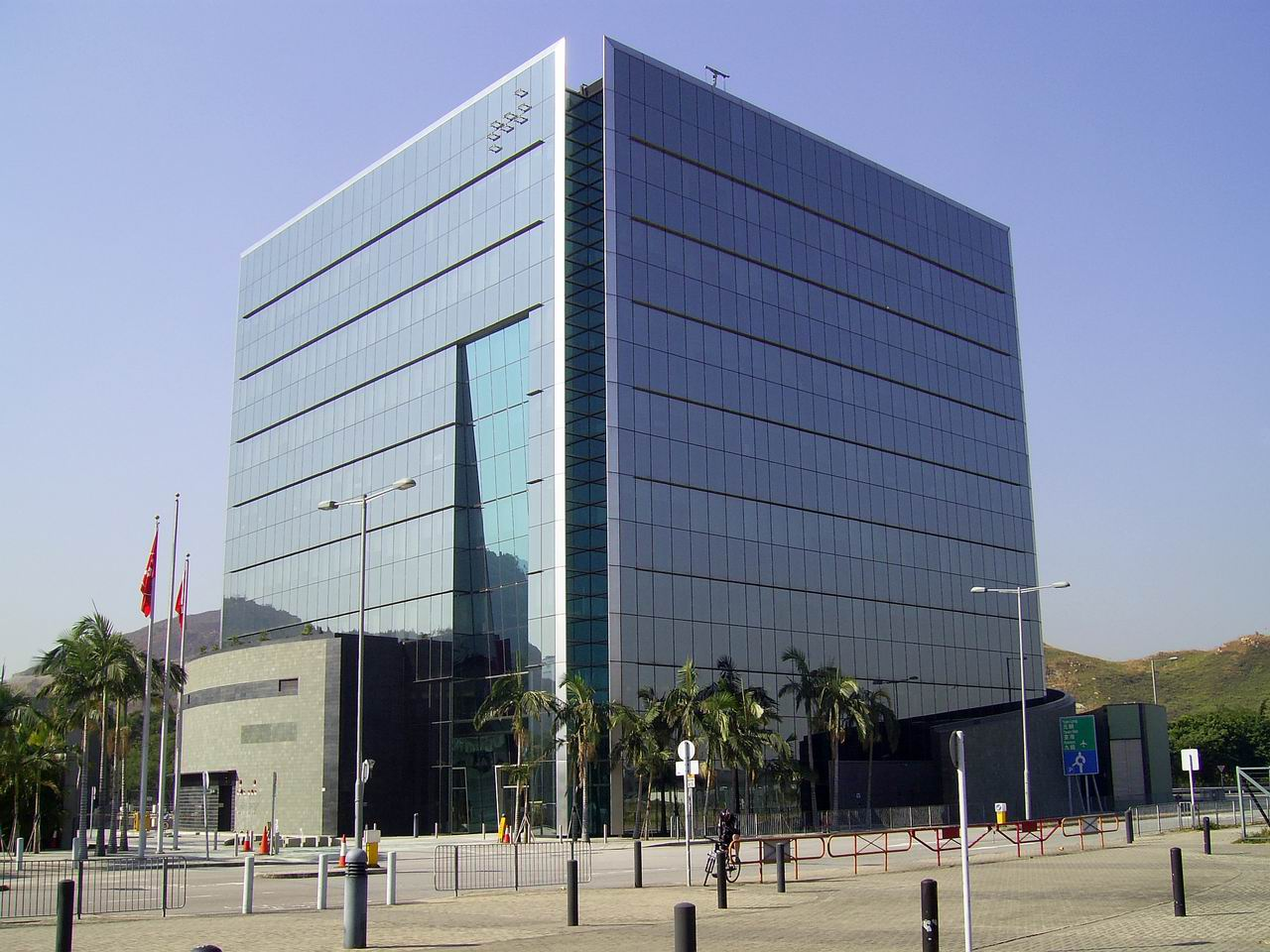
Камтхинь-билдинг

На станции Намчхён можно пересесть на линию Тунчхун, на станции Мэйфу — на линию Чхюньвань, на станции Хунхам — на Восточную линию. Со станции Ист-Чимсачёй по подземных коридорам можно перейти на станцию Чимсачёй, где сесть на поезда линии Чхюньвань.
На станциях Тхюньмунь, Сиухон, Тхиньсёйвай и Юньлон можно пересесть на скоростной трамвай. На станциях Тхюньмунь, Юньлон, Чхюньвань-Вест, Намчхён и Хунхам работают большие автовокзалы. Возле станции Камсён-роуд расположено офисное здание Камтхинь-билдинг, принадлежащее MTR Corporation (в нём находятся центр управления движением Западной линии и другие службы).
Ведутся строительные работы, по окончании которых станция Хунхам Западной линии будет связана со станцией Тайвай (округ Сатхинь) линии Маонсань.
Планируется построить 10-километровый Северный участок, который соединит между собой станцию Камсён-роуд Западной линии и станцию Локмачау (округ Юньлон) Восточной линии. Кроме того, в планах продлить Западную линию от нынешней конечной станции Тхюньмунь до новой конечной станции Тхюньмунь-Саут, расположенной в районе паромного причала Тхюньмунь, и построить новую станцию Хунсёйкиу (округ Юньлон) между нынешними станциями Тхиньсёйвай и Сиухон.
| №  | Название                                | Местоположение       | Открытие             | Пересадка на линии |
| -- | --------------------------------------- | -------------------- | -------------------- | ------------------ |
| 1  | Хунхам (Hung Hom, 紅磡)                 | Хунхам, Коулун-Сити  | 30 ноября 1975 года  | Восточная          |
| 2  | Ист-Чимсачёй (East Tsim Sha Tsui, 尖東) | Чимсачёй, Яучимвон   | 24 октября 2004 года | Чхюньвань          |
| 3  | Остин (Austin, 柯士甸)                  | Джордан, Яучимвон    | 16 августа 2009 года |                    |
| 4  | Намчхён (Nam Cheong, 南昌)              | Самсёйпоу, Самсёйпоу | 20 декабря 2003 года | Тунчхун            |
| 5  | Мэйфу (Mei Foo, 美孚)                   | Лайчикок, Самсёйпоу  | 20 декабря 2003 года | Чхюньвань          |
| 6  | Чхюньвань-Вест (Tsuen Wan West, 荃灣西) | Чхюньвань, Чхюньвань | 20 декабря 2003 года |                    |
| 7  | Камсён-роуд (Kam Sheung Road, 錦上路)   | Камтхинь, Юньлон     | 20 декабря 2003 года |                    |
| 8  | Юньлон (Yuen Long, 元朗)                | Юньлон, Юньлон       | 20 декабря 2003 года | Скоростной трамвай |
| 9  | Лонпхин (Long Ping, 朗屏)               | Юньлон, Юньлон       | 20 декабря 2003 года |                    |
| 10 | Тхиньсёйвай (Tin Shui Wai, 天水圍)      | Пинсань, Юньлон      | 20 декабря 2003 года | Скоростной трамвай |
| 11 | Сиухон (Siu Hong, 兆康)                 | Тхюньмунь, Тхюньмунь | 20 декабря 2003 года | Скоростной трамвай |
| 12 | Тхюньмунь (Tuen Mun, 屯門)              | Тхюньмунь, Тхюньмунь | 20 декабря 2003 года | Скоростной трамвай |

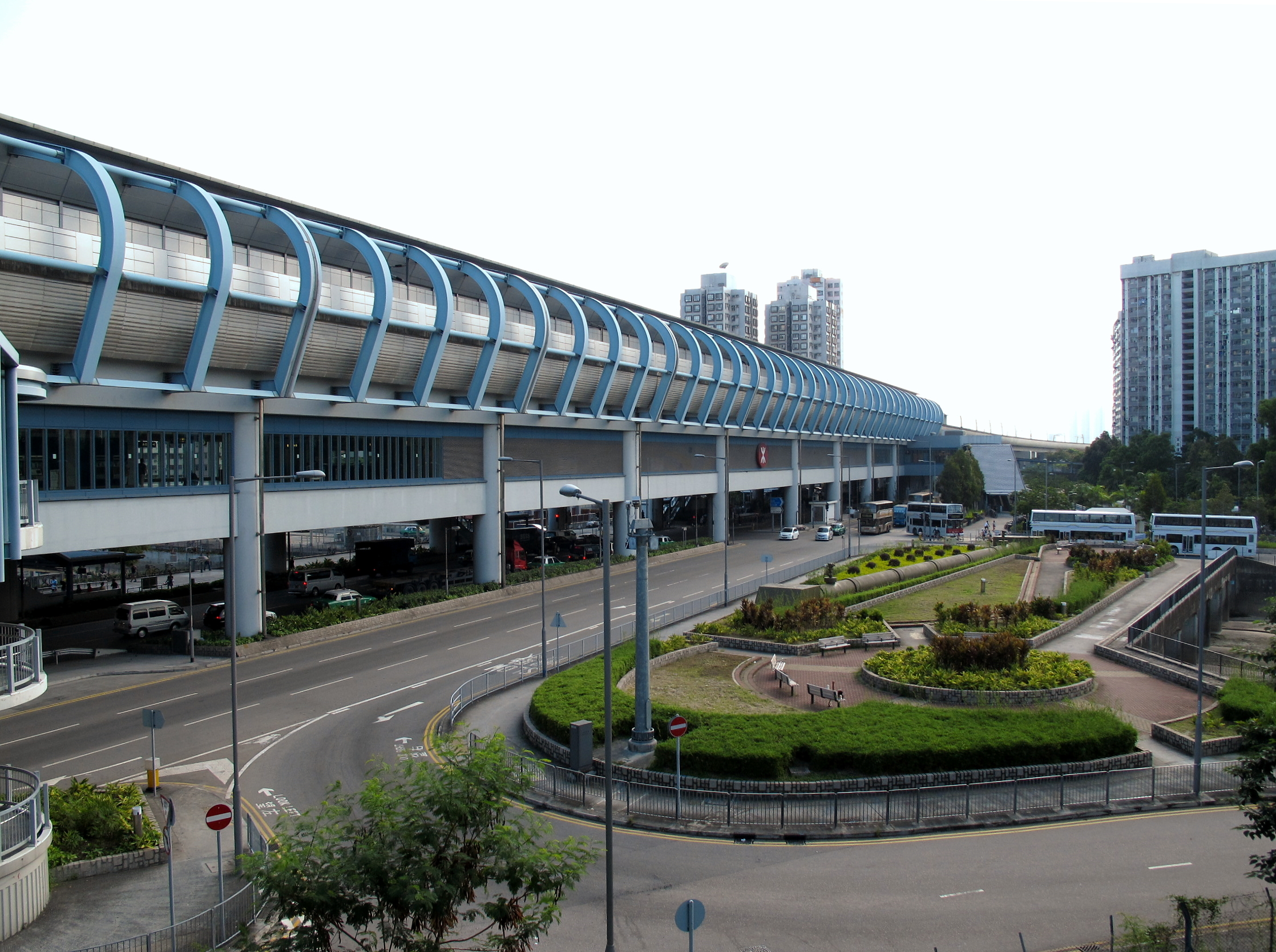
Лонпхин
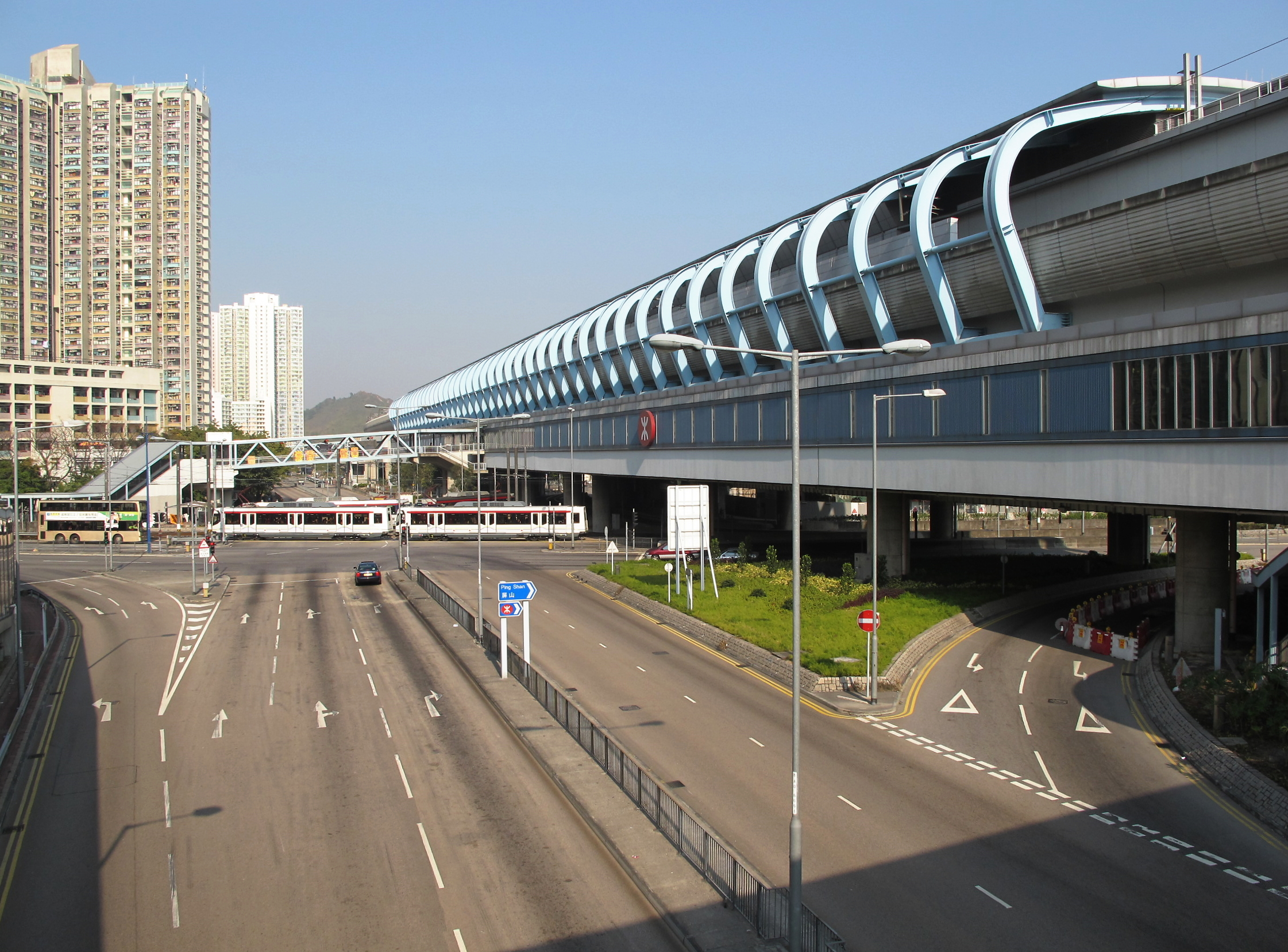
Тхиньсёйвай
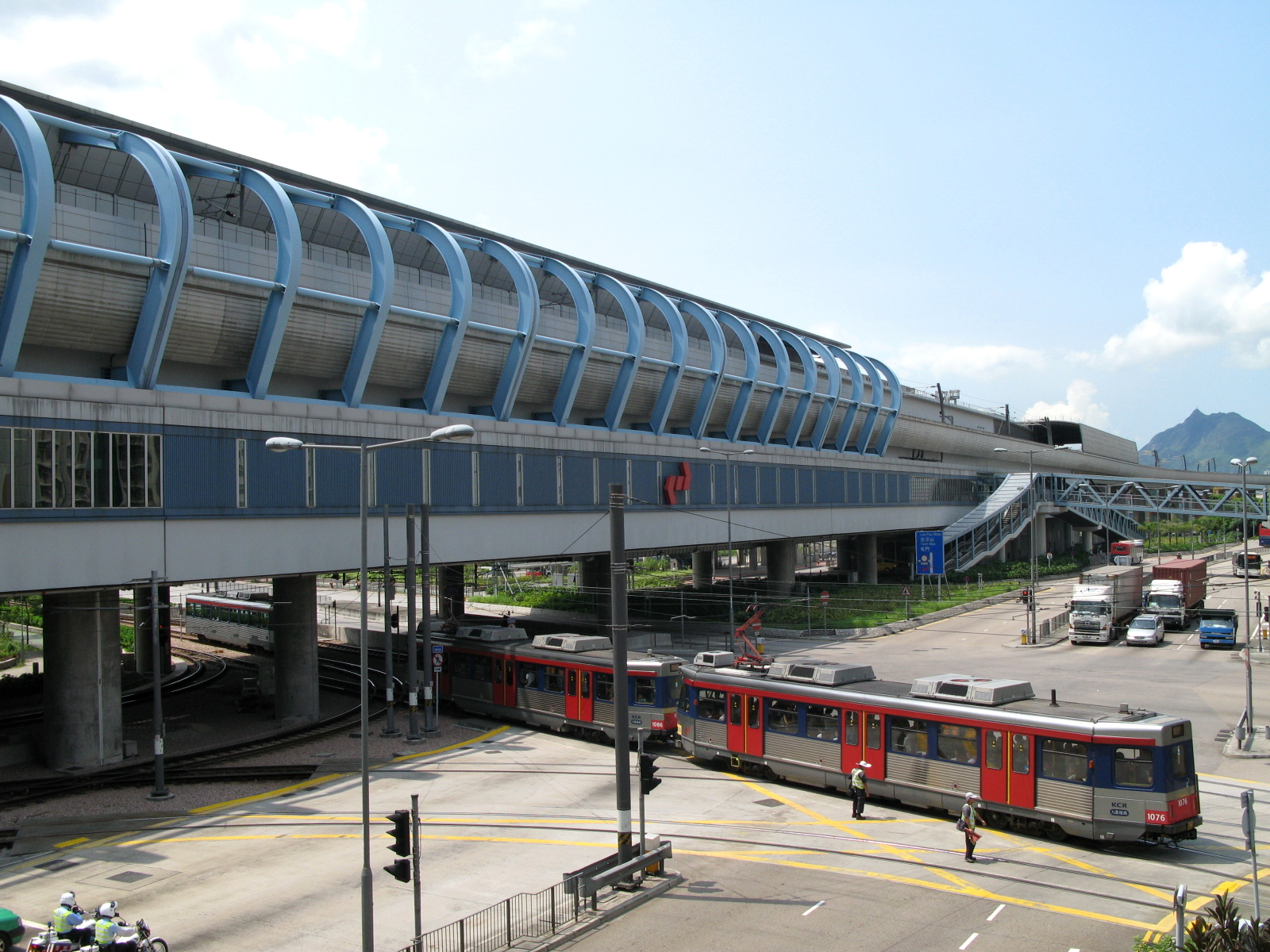
Тхиньсёйвай
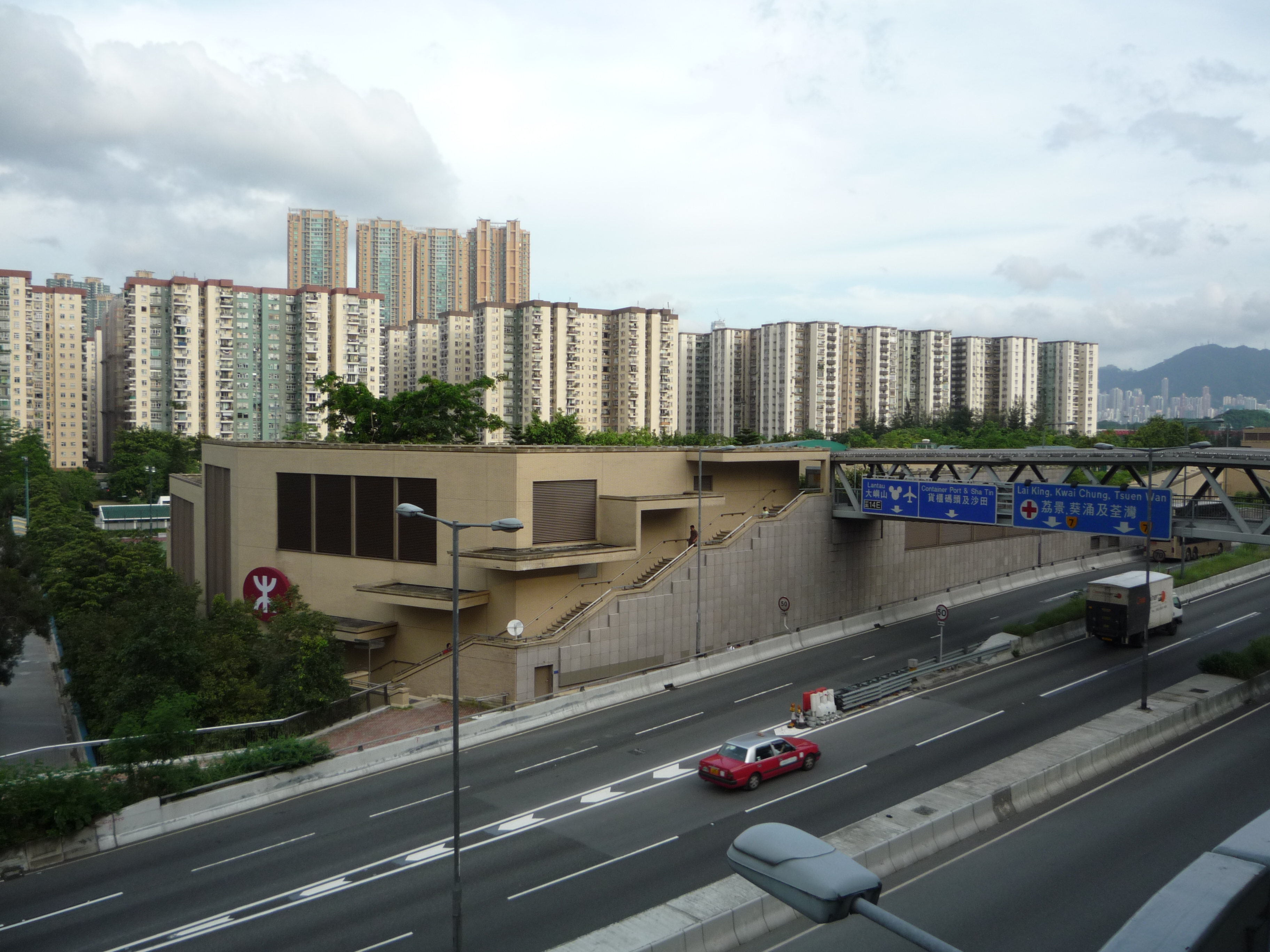
Мэйфу
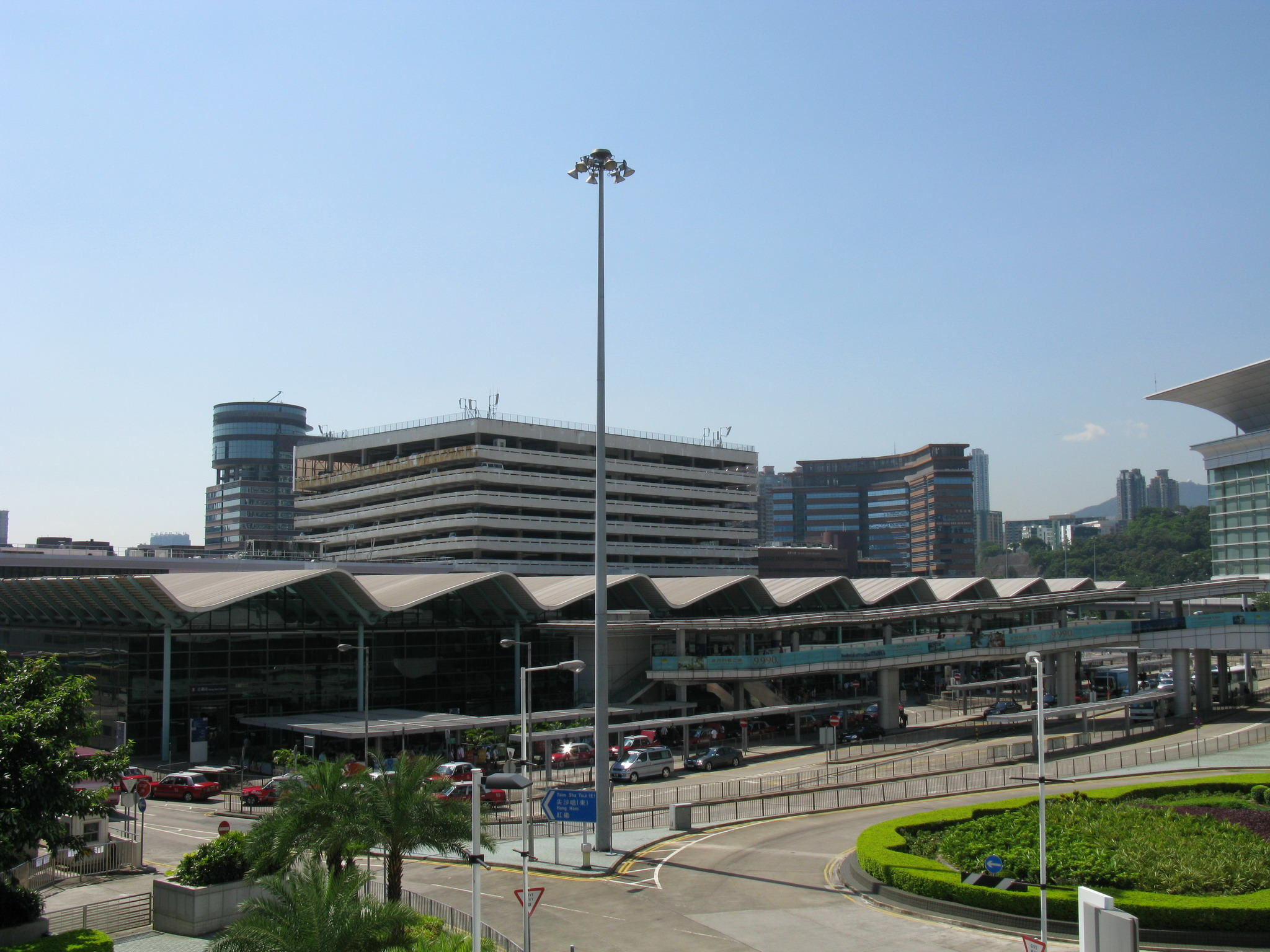
Хунхам
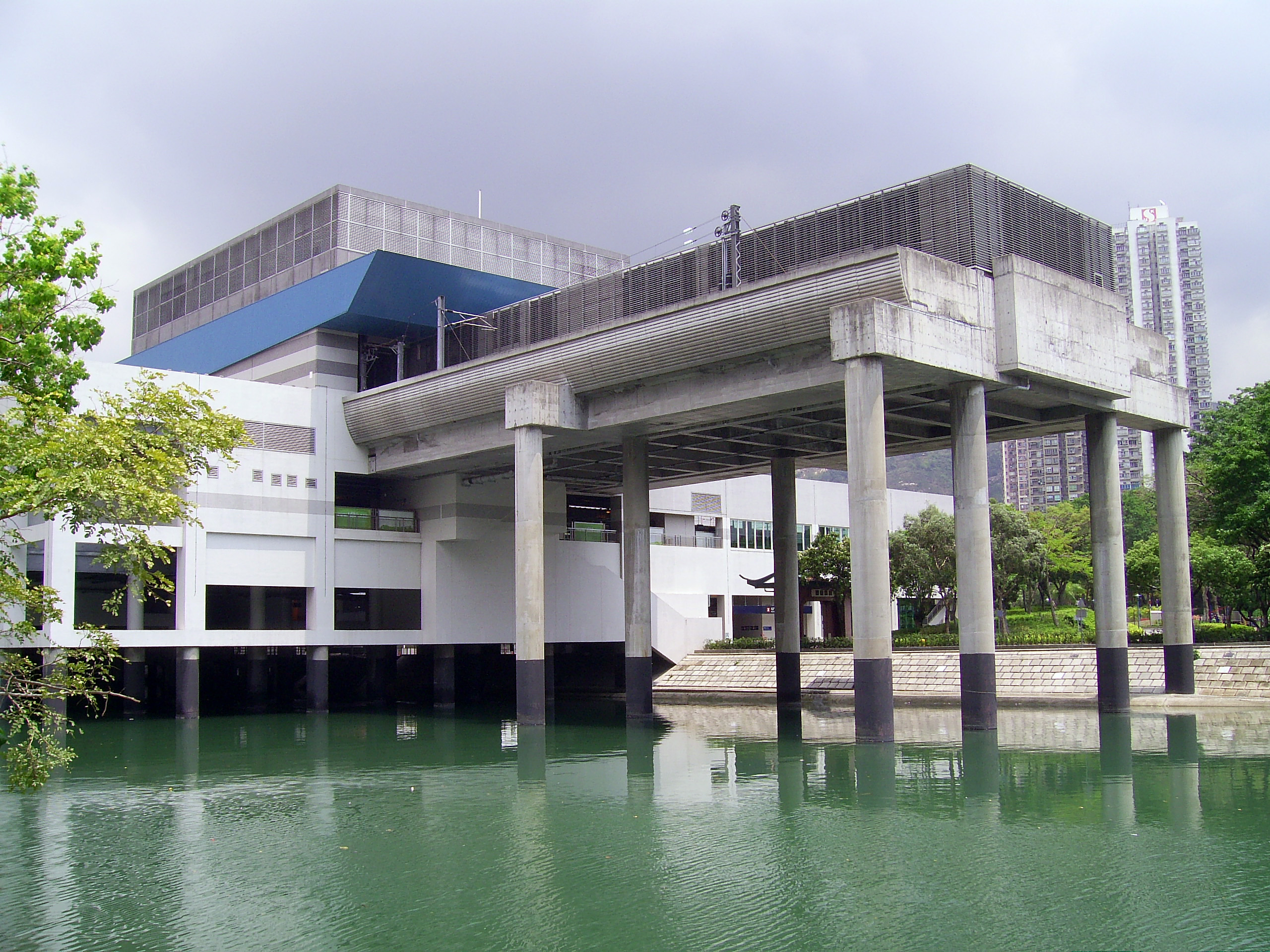
Тхюньмунь
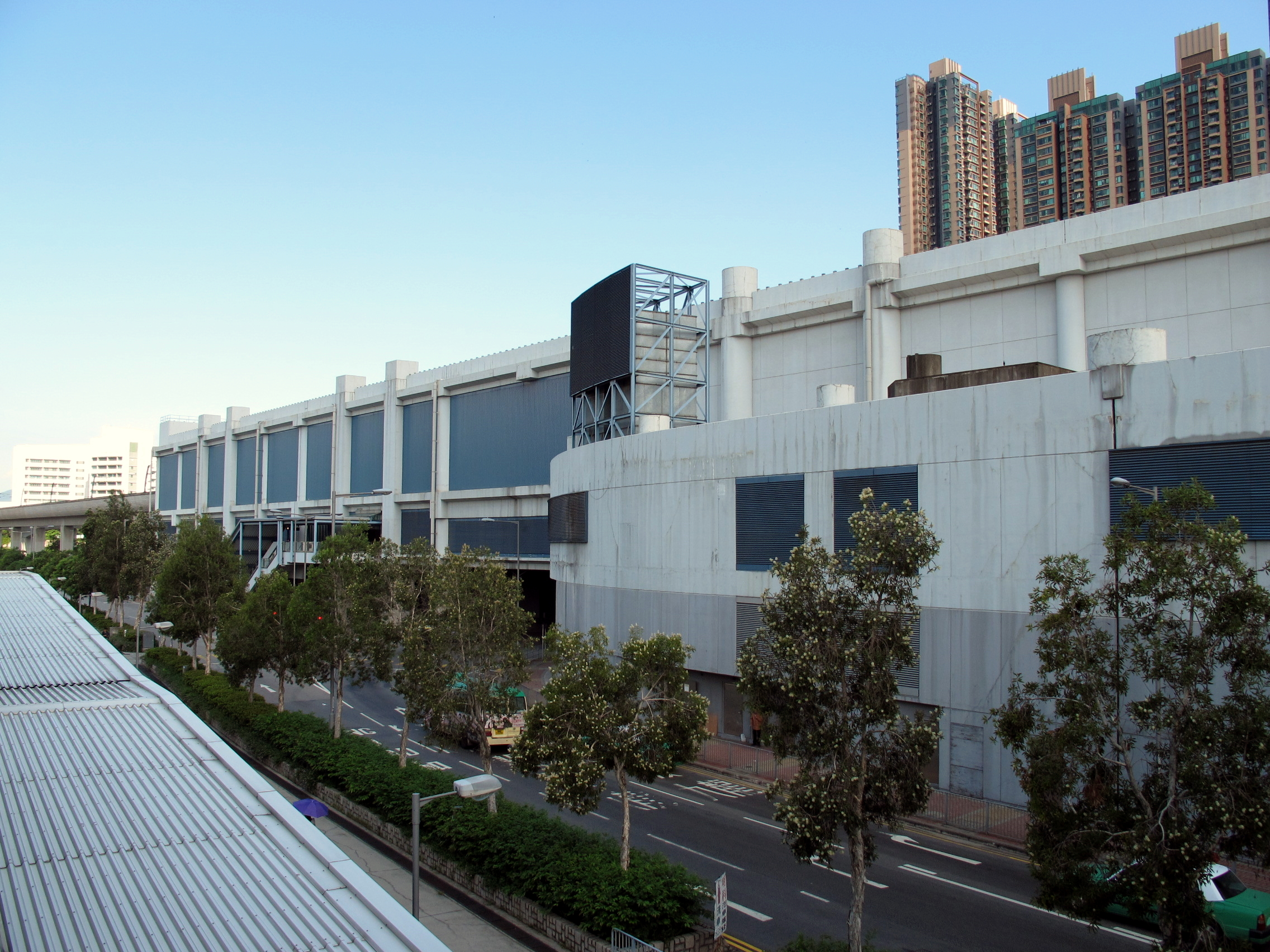
Юньлон
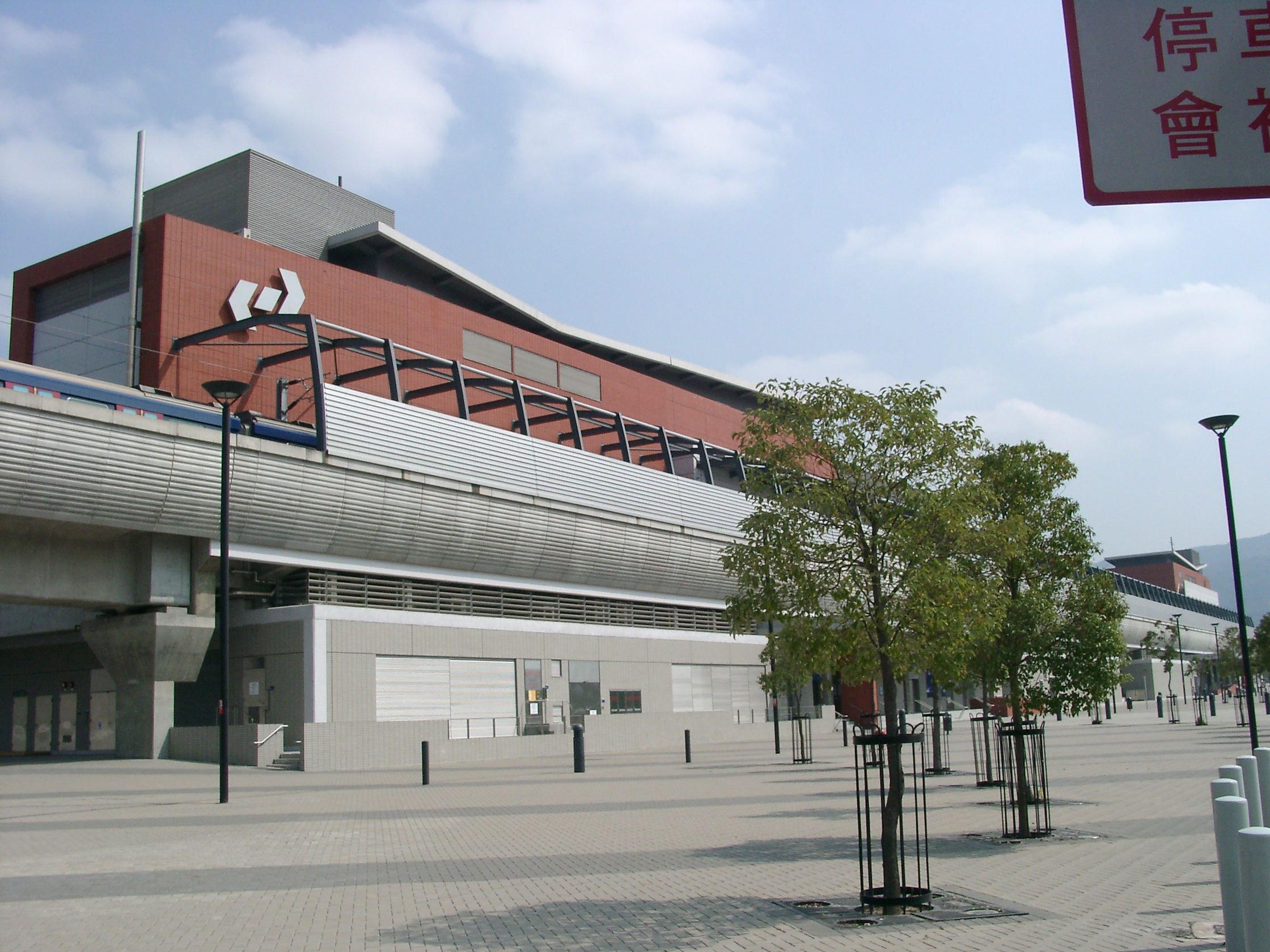
Камсён-роуд
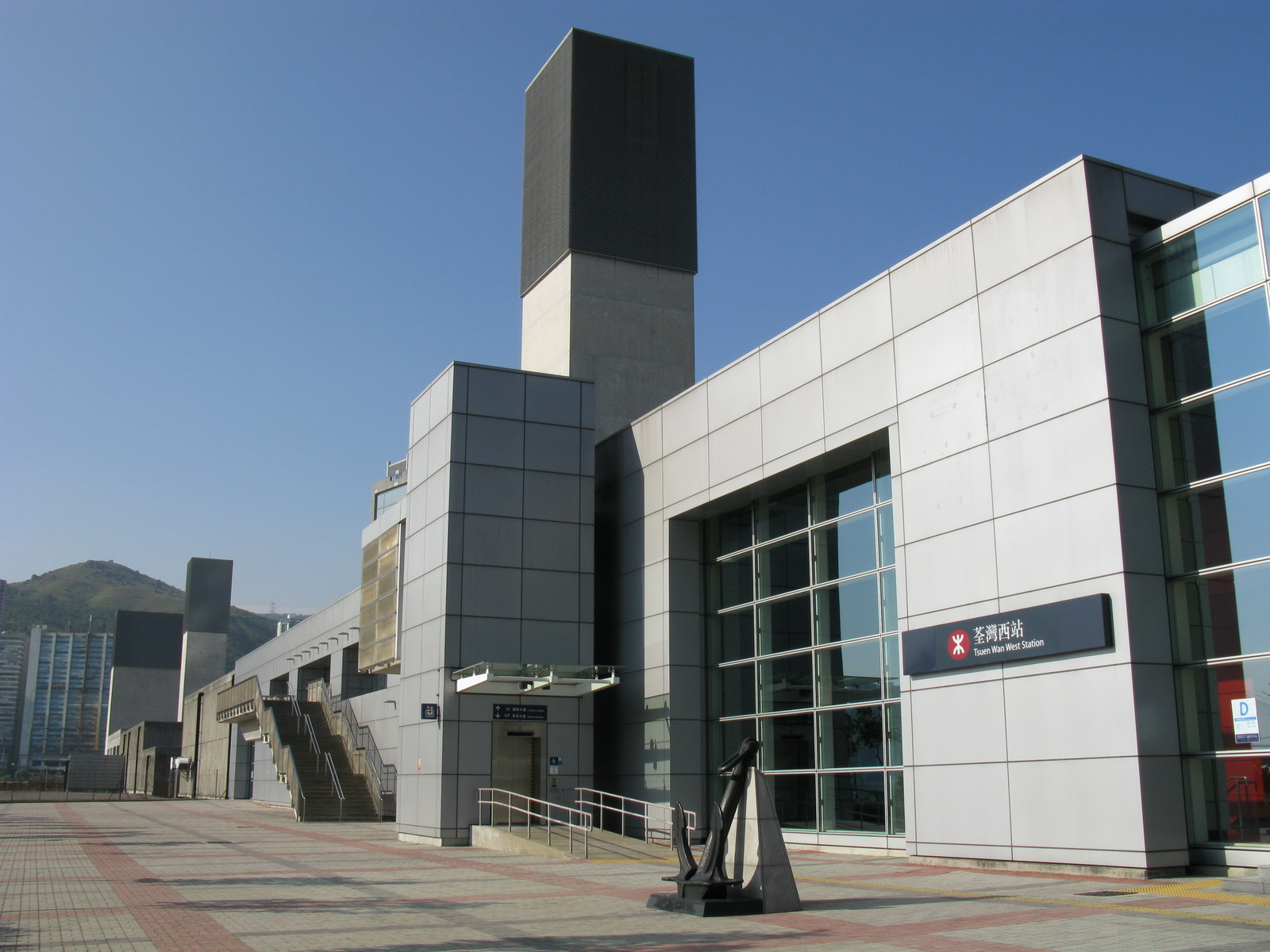
Чхюньвань-Вест
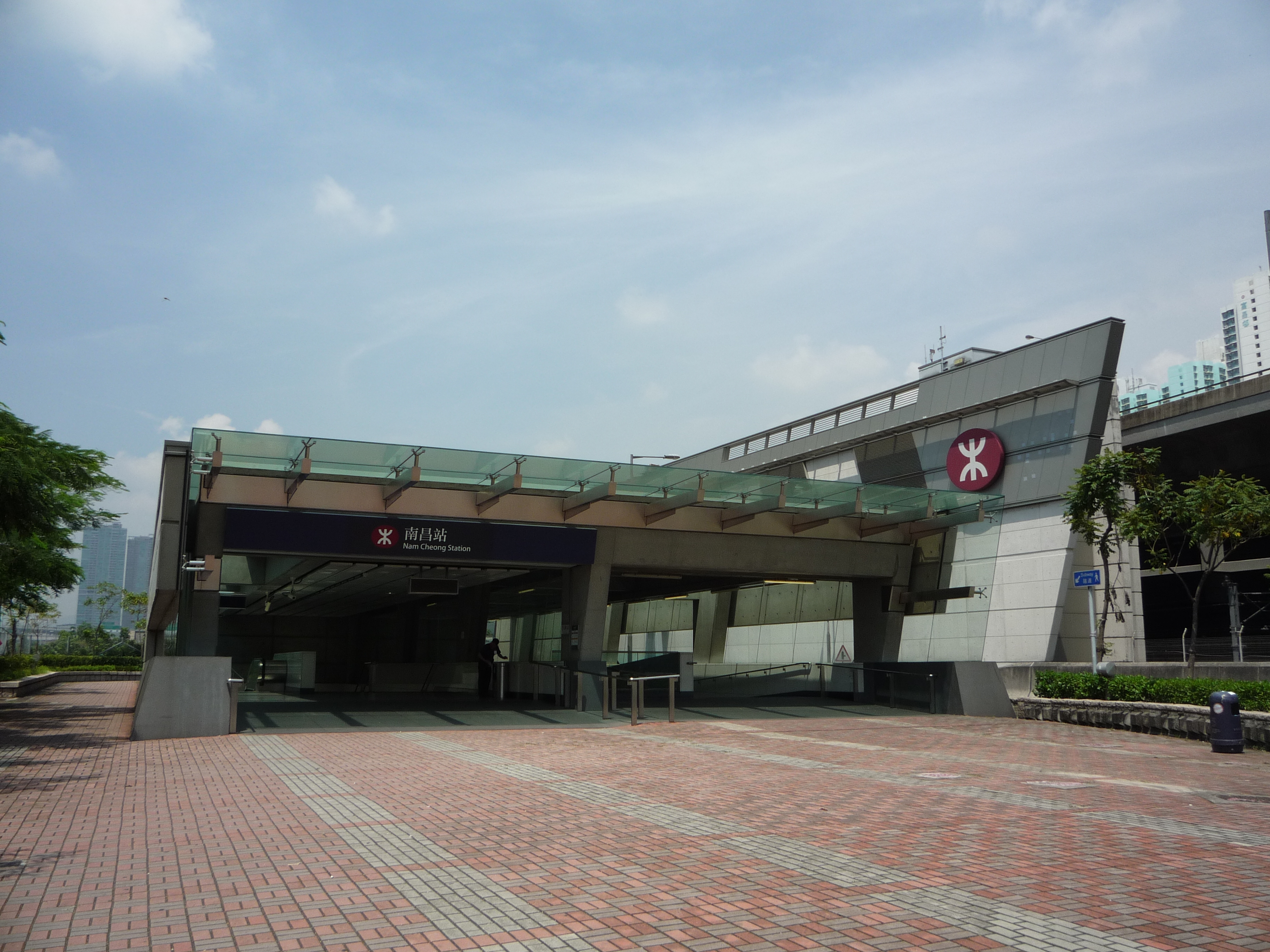
Намчхён
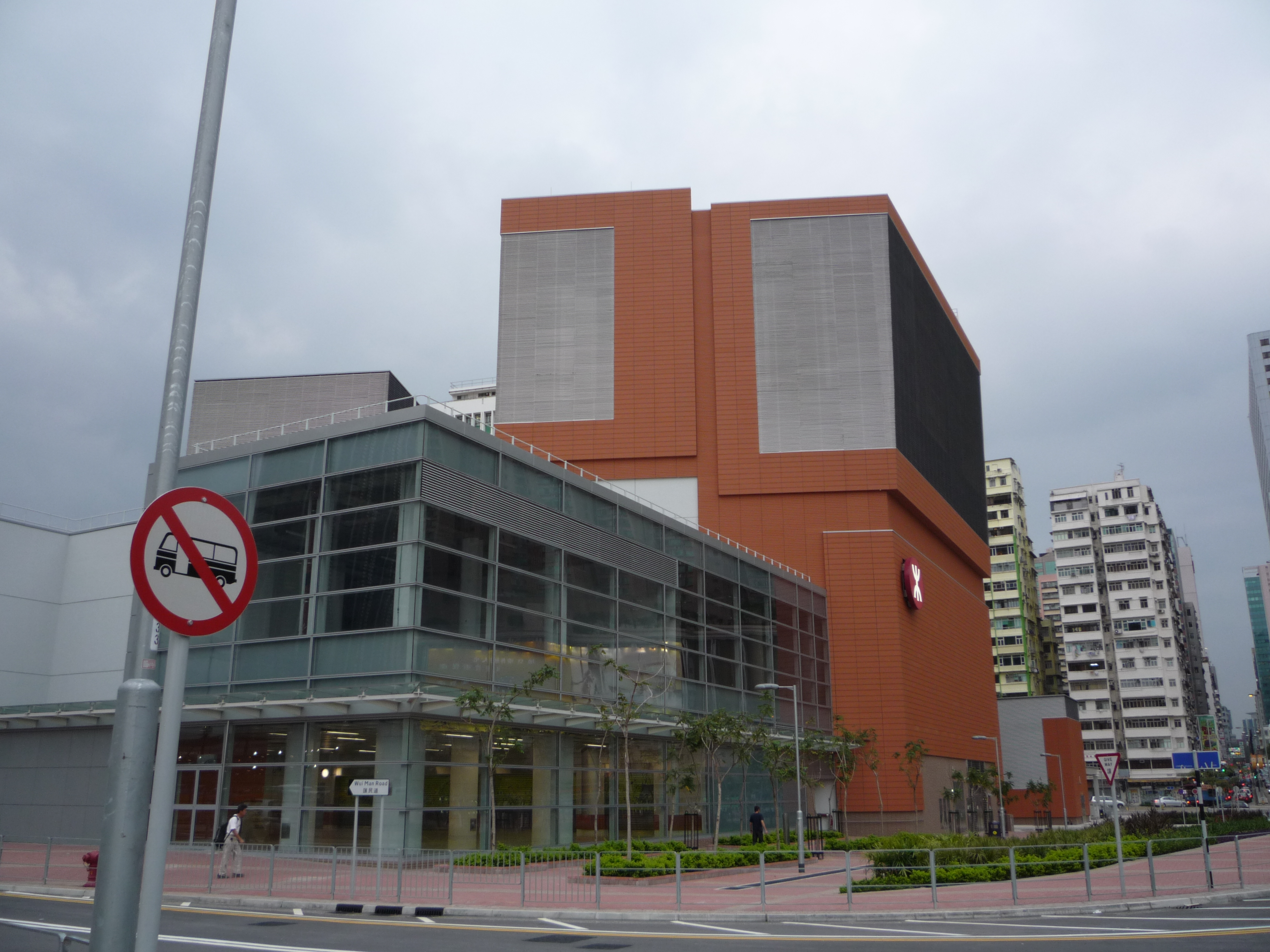
Остин
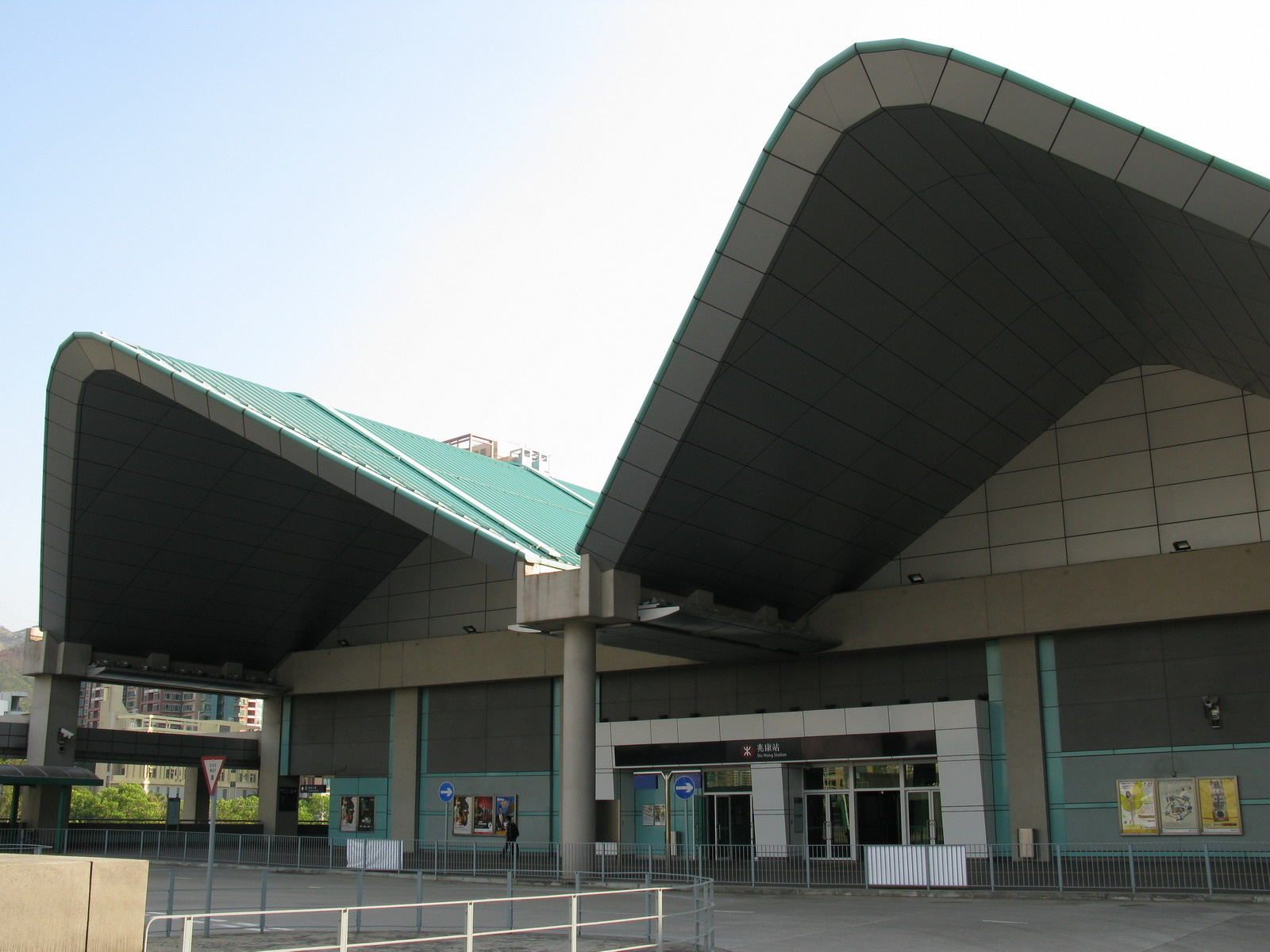
Сиухон
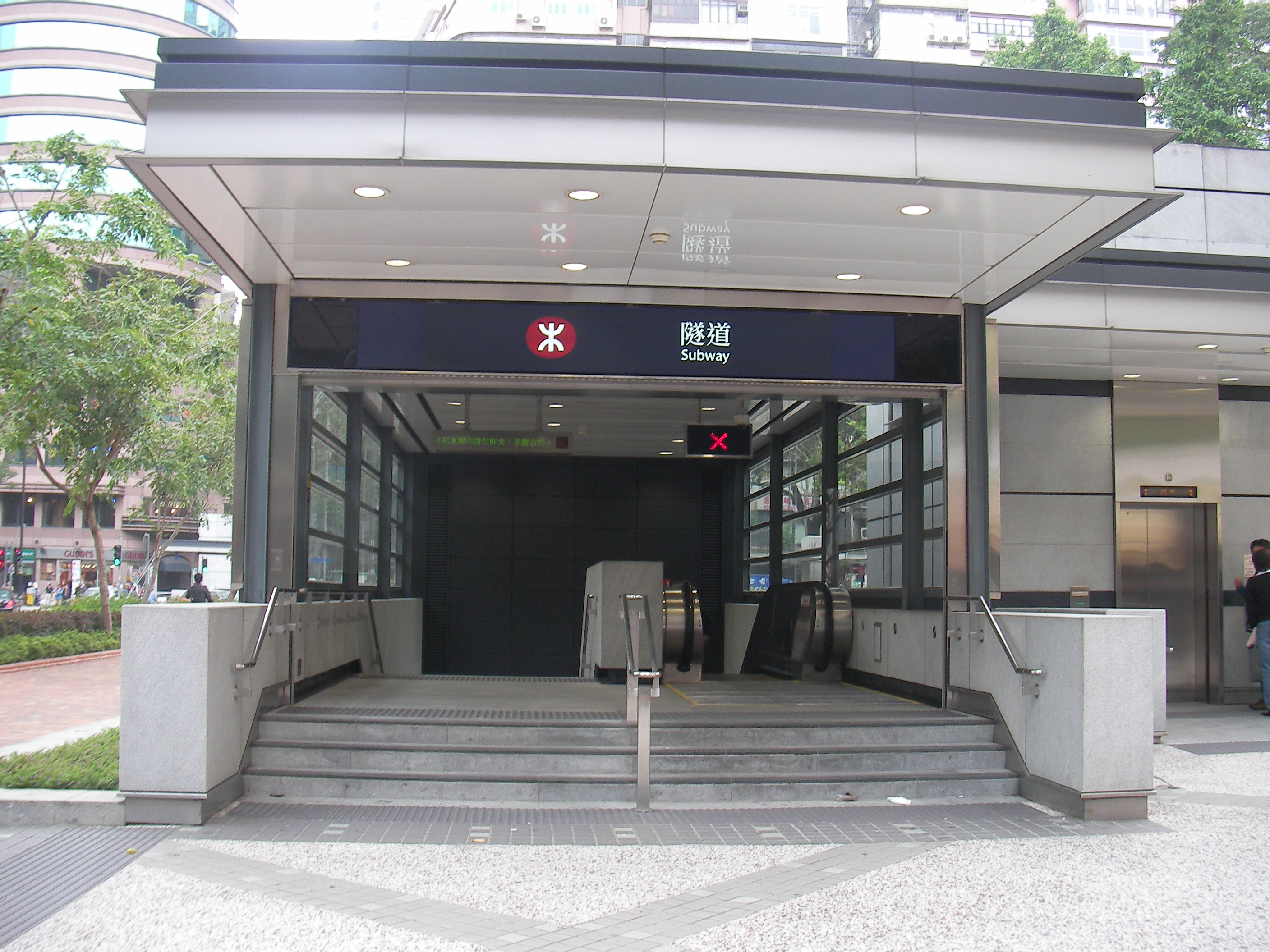
Ист-Чимсачёй